# Antiplanes voyi
Antiplanes voyi är en snäckart som först beskrevs av William More Gabb 1866.  Antiplanes voyi ingår i släktet Antiplanes och familjen Turridae. Inga underarter finns listade i Catalogue of Life.